# 杭州白话报
《杭州白话报》是中国创刊较早的有影响的白话报之一。《杭州白话报》1901年（光绪二十七年）6月创刊于杭州，创办人是项兰生，参加编撰的有陈叔通（謞者）、孙翼中（独头山人）、林獬（宣樊子）等人。《杭州白话报》以鲜明的立场观点对当时的中国政治、国内外重大事件发表过许多重要评论，提出过改造社会的主张，对封建教条进行过较系统的批判，在当时起到进步作用，对以后各地白话报的出现都产生了影响。

## 创刊
《杭州白话报》创办人是项藻馨，字兰生，杭州人，清朝举人，自任报馆经理。

### 创刊日期
该报的创刊日期有两说。一是相士元所著《浙江新闻史》（1930年之江丛书）说，创刊于1895年（清光绪二十一年）。另一说是方汉奇在《中国近代报刊史》中提出《杭州白话报》创刊于1901年6月20日（光绪二十七年五月初五）。现在大多数学者认同后一种说法，认为《杭州白话报》自光绪二十七年五月初五出版编号为第一年第一期起，逢五出版、间或漏期，至光绪二十八年四月二十五日为第一年度，共出33期。第二年度编号复从第一期起。第一年第一期有林獬(宣樊子)的《论看报的好处》，是篇代发刊词性质的论说。

### 主笔人
该报的主笔、编撰人也有多种说法，有学者认为主笔是胡修庐，参加编撰的有胡修庐（謞者）、孙翼中（独头山人）、林獬（宣樊子）等人。还有学者认为,初创期主笔为钟寅，后为汪嵌、钟璞岑、童学琦。编辑有邵章、汪希、袁毓麟、陈叔通、程光甫、韩靖庵等。近年还有一些说法认为《杭州白话报》的第一任主笔是林獬（林白水）。

## 宗旨
初创时，《杭州白话报》宗旨是开民智、作民气。如《本报一年期满总论》所说：“本报的宗旨，开民智和作民气，两事并重。不开民智，便是民气可用，也是义和团一流人物；不作民气，便是民智可用，也不过作个聪明的奴隶。”

该报尝试采用白话报刊的形式，结合同时期的社会局势，进行“开民智、作民气”的行动。对义和团运动、全国各地反赔款反洋教的斗争等进行报道和评论，抨击封建专制制度和清政府“卖国让权”的行为，谴责帝国主义的侵略行径。介绍欧美资产阶级民主制度，颂扬民权思想，寄希望于清政府的“新政”，指出“守旧”的亡国危害，要求实现尽快宪政。该报认为“改良”是挽救中国的最好“良方”，而“民智”“民德”“民力”是强国保种的要素。面对的对象是下层社会百姓，即农工商贾妇人儿童。主张开民智——办教育、兴学校，推行欧美资产阶级教育制度，抓好三方面教育：女子教育、家庭教育、儿童教育，提倡出国留学；作民气——使中国人“知耻”、“知愤”，有爱国的志气和自强保国的决心；去恶俗——开辟俗语指谬、俗语存真两个栏目。此外，还传播天文、物理、化学、医学等自然科学知识。
1903年，该报开始倾向革命，这发生在孙翼中接任总编辑后，该报成为光复会的舆论机关。
孙翼中是杭县人，原先在杭州求是书院任国文讲席，主张排满爱国，因出课题“罪辫文”遭清朝官吏查究，辗转到日本留学，和浙江革命志士创刊“浙江潮”杂志鼓吹革命。1903年（光绪二十九年）夏回国，受项兰生之请主持《杭州白话报》。当时在浙江一带进行反清革命活动的革命党人陶成章、龚宝铨、苏曼殊、魏兰等，常常下榻于此，因而杭州白话报馆成了当时浙江革命党人的活动据点之一。

## 发行

### 规格、周期
《杭州白话报》长22.5厘米，宽13厘米，木刻雕版，连史纸印刷，册页式线装，文为通页竖排，每期页数多少不等。创刊时为旬刊，1902-1903年仍是旬刊，馆址为祖庙巷项宅，第二年迁万安桥西石库门。第二年度的第24期起，又迁至下城头巷朝东石库门内。以后改为周刊、三日刊、日刊。每份售价大钱三十文。

### 栏目
《杭州白话报》有论说、中外新闻、地学问答、杂文、俗语指谬、俗语存真、北京纪闻、新歌谣、新弹词、时事评论、历史故事、小说、杂著等专栏。较之前的报刊栏目设置，带有较为明显的“启蒙色彩”和“本土色彩”。
“论说”、“中外新闻”、“北京纪闻”、“时事评论”多从教育规劝的角度出发，劝人识字、不要虐待奴婢、中国男女结亲的坏处、中国人对付外国人采用的手段、革新风俗等，并根据当时国内外发生的大事以及杭州本地的事件作为对象，迎合了下层民众能用粗浅的知识来关心国家大事的心理。其中，“论说”一栏中连载了12篇《变俗篇》，对于民间盛行的烧香、扶乩、拜忏、吃素、吃烟、谣言、饮酒等不良现象进行了批判，同时通过教育尤其是女子教育来革新风俗，要求女子放缠足，改装饰，讲卫生，改变近亲结婚的恶俗，同时还从治国齐家的理论出发，对于男女社交公开，婚姻自由，办女报，鼓励留学生出国学习等方面给予了关注。
“地学问答”、“杂文”、“俗语指谬”、“俗语存真”则从普及知识的角度引导下层民众关注日常生活的细节。其中，“地学问答”普及有关地理、天文、物理、化学等方面的知识，极力地向下层民众普及西学知识，这里的知识非常适合新式学堂的学生来阅读。“俗语指谬”栏目，这些俗语涵盖了下层民众日常生活的诸多面相，办此栏目的目的就是揭示这些常见俗语背后所潜藏的荒谬寓意，通过浅显的说理打破民众既有的思维偏见，从而起到教育、普及知识的目的。“俗语存真”栏目，辑录了诸如“家不和，邻居欺；邻不和，外人欺”，“将相本无种，男儿当自强”等在内的俗语共11条，对这些俗语背后所蕴含的真知灼见进行了论述。
“新歌谣”、“新弹词”、“小说”、“历史故事”、“杂著”则从故事的角度发挥文学的教育功能，这些都为后来的白话报编排吸收模仿。
由此可见，《杭州白话报》专注于思想与知识启蒙的同时，还对俗语以及相关的底层文化持一种理性和客观的态度。

### 营销传播
林獬在《杭州白话报》创刊时流露出这种意向——如果学堂学生买报，全年至十份以上则按八折算账，如果有达官和富商定至十份，分送他人，也按八折计算。可见，该报是要以新式学堂的学生以及社会中层的知识分子为“中间人”，通过二次传播影响到下层民众。23不少书院、学堂的学生为了策励民心，开通民智，筹款订购杭州白话报，在茶坊酒肆中当宣传品散发。《杭州白话报》发行代售处包括上海、苏州、无锡、金陵、北京、武昌、宜昌、常熟、江西、福建、浙江等地共23处，发起运动的广度令人称赞。

## 体裁
在体裁方面的特点：用白话文书写，文字通俗，文章简短，形式活泼多样。尤其是短评，明快尖刻，大胆说话，颇能引起人们的注意，收到宣传的效果。
《杭州白话报》用白话文书写，一方面是借此来普及教育、宣传维新的道理，另一方面还在于通过推行“言文一致”使各个阶层趋于理解和沟通。该报试图以“说”的形式来代替“写”的形式，借用古代话本小说的套路来写作白话报刊文。用口语化的句式和用词，宛如与读者进行面对面的交流。同时，该报主笔们仅仅是借用了俗文化的某些形式，对其内容则始终持一种审慎、疏离的态度，对一些民俗习惯中的不良现象进行讽刺和批判，揭示俗语背后潜藏的荒谬寓意。
这种以白话写作的形式，被白话报人当做一种独立文体，即“演书”，首次出现在《杭州白话报》中。“演书”在内容和叙述方式上都接近小说，不仅采用口语化的语言，同时还套用传统话本小说的铺演方式，文中随处可见诸如“话分两头，如今单说那……”、“这且按下，如今先说”、“闲话休谈，且说”、“前回不是说”等等说书人的套语；在叙述口吻上也多与章回小说无异，介绍人物则“看官，你道这马江丸的来历，到底怎么样？原来这马江丸是英国有名的将军，当初英国攻打葡萄牙时，全仗马江丸之力，此人勇锐非常，也算是行兵的老手，并且手下将校，多是一时豪杰，所以英国派他守这坎拿大，也是为地择人的意思”。
但“演书”与小说只是表面相似，实际上是两种不同文体。当时的白话报人认为小说是原创的，而“演书”是改变他书而成，把现实中发生的时事进行艺术再加工。“演书”比小说更强调叙述内容的真实性，内容涉及资产阶级革命史、民族衰亡史、爱国英国业绩、本国战争纪实等，其写作目的在于觉醒民众，真实性代表了确切潜伏的危机。“演书”所展示的政治主题和严肃的写作目的，都与传统意义上的通俗小说有很大的不同。可见，“演书”作品的出现，乃是为了起到传播救亡思想、唤醒国民意识的作用，从而借助通俗白话的语言，仿照传统小说笔法，改写“泰西政治学业诸小说”等相关作品。借助小说体裁的广泛影响力进行有关政治作用的书写，正是这类文体的独特之所在。
此外，《杭州白话报》还把关注点辐射到了报外的活动：第一，对于兴办学堂、蒙学教科书的宣传。晚清出现了一批新型的用白话编纂的教材，许多倡导白话文运动的先行者也先后积极投身于此。上海彪蒙书局的浙籍人士施崇恩编纂了许多传播新思想的白话文教材，《杭州白话报》上就多次刊登彪蒙书局的书籍广告。第二，对于宣讲与演说的重视。演说是“对着众人发明真理，听的入在耳朵里，印在脑子上，可以永久不忘。日子长了，可以把人的心思见解变化过来”。这种形式被官方力量和民间人士所看重，其内容或为报刊刊载的时事新闻，较有现实针对性和教育意义，如《杭州白话报》第2年第19—20期刊登的《紧要演说》谈“拒法运动”，先后有龙积之、关德甫、马君武、钱宝仁、吴稚晖、蔡民友等人登台演说。

## 停刊
《杭州白话报》终刊日期也有争议。钟韵玉先生说，1912年2月，由郑在常、周庆云分担经费，改为《全浙公报》；方汉奇教授说，该报于1910年2月10日停刊；《浙江百年大事记》（征求意见稿）载，该报于1910年1月改组为《全浙公报》。但根据现在所见的藏报，《全浙公报》系1909年1月创刊，而《杭州白话报》至1910年1月尚在出版。所以，《杭州白话报》改为《全浙公报》的说法值得商榷。2还有学者认为1904年1月停刊，共出了82期。

## 影响

### 启蒙作用
可以说，以林獬为代表的晚清新知识界，从一开始就把文化教育救国作为启蒙策略看待，坚信“自动启蒙”的功效。《杭州白话报》专注于思想与知识的启蒙，对教育的重视成为该报的一大特色。第一，批判中国旧有的教育制度，赞美欧美现行的教育制度，主张普及教育、惠及全体国民。将八股取士的改良称为中国第一件喜事，同时认为西方欧美的政治学术、商兵工艺等种种事业的发达进步则“赖于欧美教育的势力”。第二，采用德育、智育、体育这一西方教育的评价体系，呼吁重视女子教育、儿童教育、家庭教育。

### 发行量
《杭州白话报》的发行量相当可观，产生了全国性的影响。
据 1903 年 4 月《浙江潮》第三期所刊《杭州城报纸销数表》的统计数字，上海老牌报纸《申报》在杭州的销量“约五百数十张”，订报人以“官场商家为多”；梁启超于 1902 年在日本横滨创办的《新民丛报》销数“约二百份”，所销处以“学堂学生为多”；《杭州白话报》销量“约七八百份”，读者多为“普通住民”；而上海《苏报》的销量仅“约五十张”，所销处以“学堂为多”。这在一定程度上反映出 1901 年《杭州白话报》的发行量与受众情况及其社会影响力。
1901 年底，《杭州白话报》创刊不到半年时间，竟然引起了山西巡抚的极大兴趣，饬令各司道府厅州县筹款购阅，并让各地官员劝导地方士绅买来分送，以开通地方风气。与此同时，嘉兴广智学会一班志士“要照分送《感应篇》、《阴鸷文》的章程，大家凑些款子，向我们买《杭州白话报》，到茶坊酒肆里面，去送把人看，并不收取一文”。杭州求是书院和武备学堂亦设立分送白话报社，每月买几百本去，照分送善书章程，各处去广为分送。
由此可知，《杭州白话报》不仅在杭州“普通住民”中间和本省（尤其是新式学堂学生和开明士绅群体）有着很好口碑，而且产生了全国性广泛影响。

### 白话报发展
在《杭州白话报》的影响下，不少地方相继办起了白话文报刊。“溯白话报之出现，始于常州，未久而辍。及《杭州白话报》出，大受欢迎，而继出者遂多。若苏州、若安徽、若绍兴，皆有所谓白话报，而江西有《新白话报》，上海有《中国白话报》，又若天津之《大公报》，香港之《中国日报》，亦时参用白话，此皆白话之势力与中国文化相随而发达之证也。”
此外，《杭州白话报》的最显著的成绩还在于大力鼓吹女子放足、提倡女子教育；光绪二十八年杭州放足会的成立和光绪三十年杭州女学堂的设立，都与杭州白话报的大力宣传分不开。